# Greifswalder Bodden

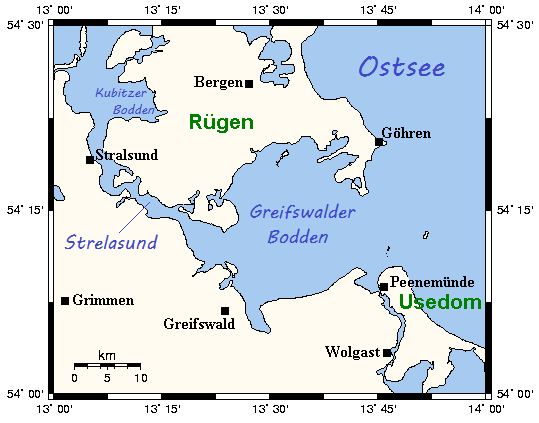
Greifswalder Bodden im Kartenbild

Der Greifswalder Bodden ist ein Bodden an der Südküste der westlichen Ostsee. Mit einer Fläche von 514 km² ist er der größte Bodden der vorpommerschen Ostseeküste.

## Geographie

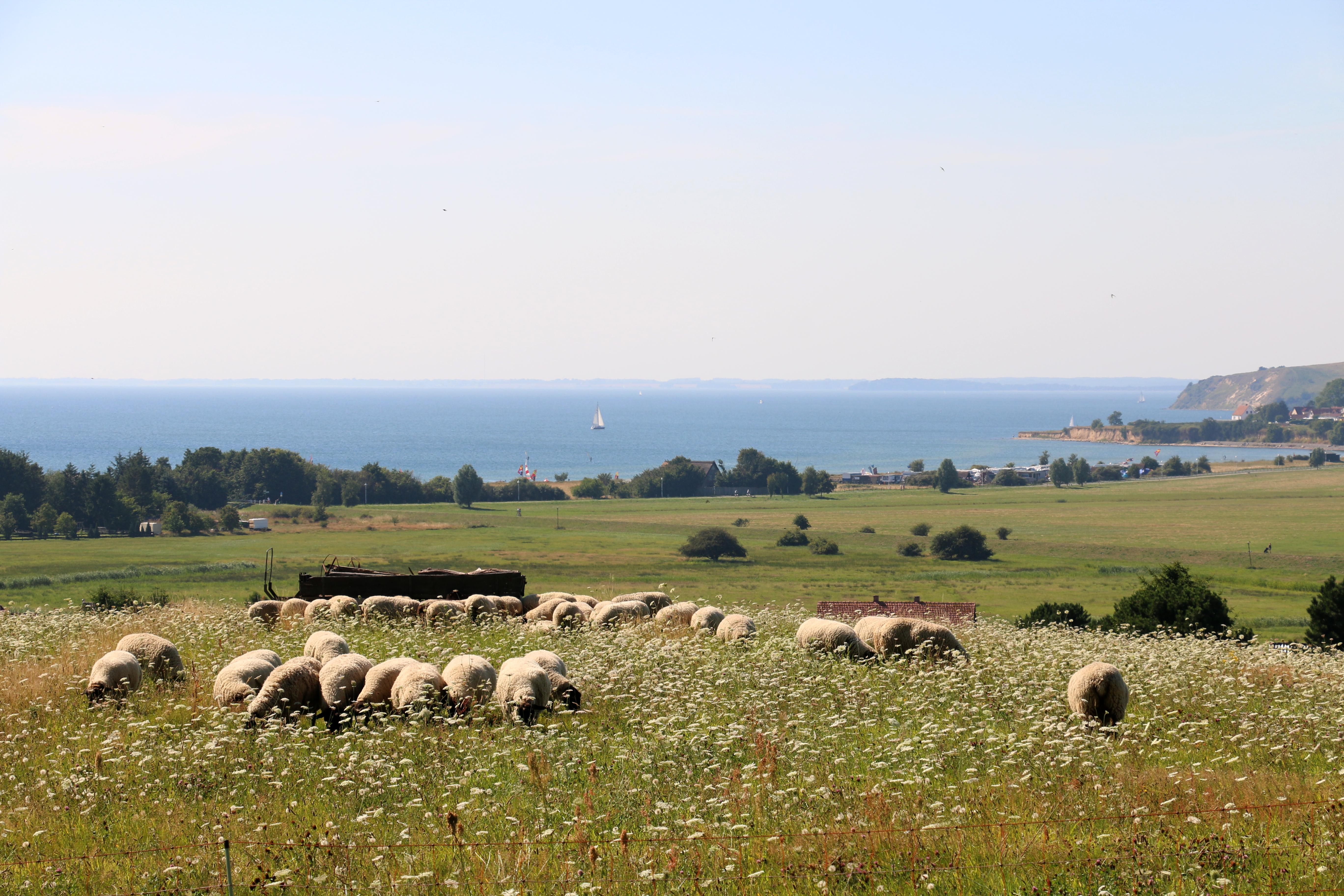
Blick über den Greifswalder Bodden von Thiessow aus (Mönchgut)

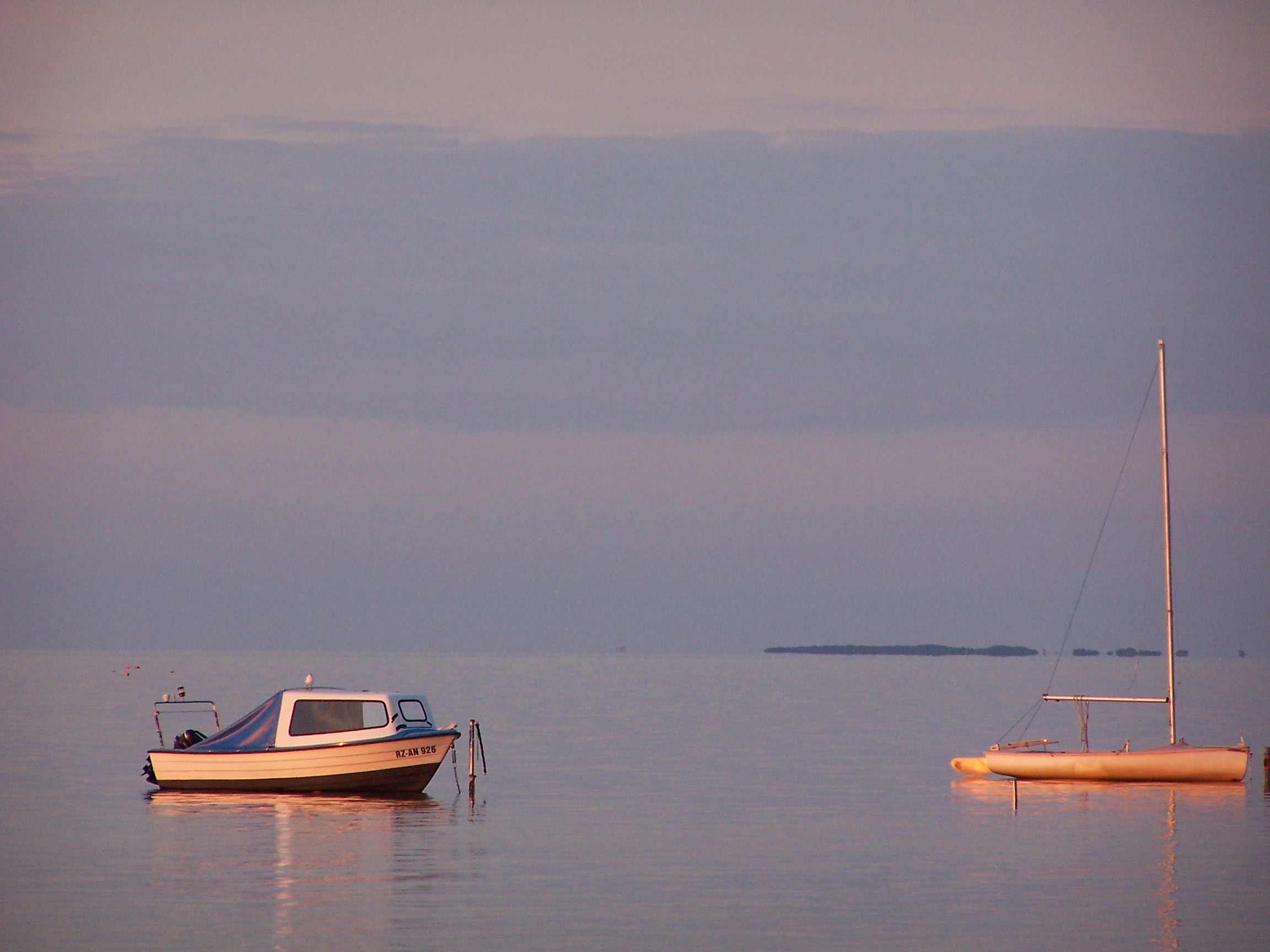
Boote auf dem Greifswalder Bodden im Abendlicht

Die Wasserfläche ist umgeben von der Insel Rügen im Norden und dem vorpommerschen Festland im Südwesten und Süden. Im Osten trennt die nur 1½ bis 2½ Meter unter NHN gelegene Boddenrandschwelle mit den kleinen Inseln Ruden und Greifswalder Oie den Bodden von der offenen Ostsee. Südöstlich liegt die Insel Usedom. Im Westen des Greifswalder Boddens besteht über den langgezogenen Strelasund und dann die Durchfahrt zwischen den Inseln Bock und Hiddensee eine weitere Verbindung zur Ostsee.
Der nördliche Teil des Greifswalder Boddens wird auch Rügischer Bodden genannt. Die Küstenlinie des Greifswalder Boddens ist stark gegliedert. Die Halbinseln Zudar, Struck und Teile der Halbinsel Mönchgut reichen weit in das Gewässer hinein. Diese teilen den Greifswalder Bodden wiederum in Buchten, die zum Teil tief eingeschnitten sind. Im Nordosten sind diese Buchten der Having (mit dem Neuensiener See und dem Selliner See), die Hagensche Wiek sowie die Kaming mit dem Zicker See; im Westen die Schoritzer Wiek und im Süden die Dänische Wiek. Im Greifswalder Bodden befinden sich die Inseln Vilm, Koos, Riems sowie die ehemalige Insel Stubber und eine teilweise als Ostervilm bezeichnete Entmagnetisierstation.
Die durchschnittliche Wassertiefe beträgt 5,6 m (max. 13,5 m). Das Wasser des Greifswalder Boddens setzt sich aus Süßwasser des mündenden Flusses Ryck, dem schwach salzigen Wasser des Peenestroms und dem salzhaltigen Wasser der Ostsee zusammen und wird als Brackwasser bezeichnet. Der Greifswalder Bodden wird durch verschiedene Untiefen gegliedert, die zum Teil nach Schiffen benannt sind, die mit ihnen in Berührung kamen, wie Doretta- oder Ellidagrund. Andere sind nach Kapitänen benannt, wie z. B. der Schuhmachergrund nördlich der Halbinsel Struck.
Für weite Küstenabschnitte besteht ein Fahr- und Anlegeverbot, in den Naturschutzgebieten und um das Seuchenschutzgebiet um die Insel Riems ganzjährig. Andere Uferabschnitte und Buchten sind nur von Mai bis September befahrbar.

## Infrastruktur

### Ehemalige Bohrplattformen
Im Süden des Greifswalder Boddens am Übergang zur Dänischen Wiek befinden sich zwei verlassene Bohrplattformen. Auf den ursprünglich drei Anlagen wurden in den 1970er Jahren Probebohrungen durch den VEB Erdöl-Erdgas Grimmen vorgenommen, jedoch keine ergiebigen Erdöllagerstätten aufgefunden.

### Pipelines
Durch den Greifswalder Bodden verlaufen die Pipelines von Nord Stream nach Lubmin und die Erdgasleitung zum LNG-Terminal Lubmin.

### Stromkabel
Für den Anschluss von Offshore-Windparks in der Ostsee werden Seekabel auf dem Meeresgrund verlegt. Zuständiger Übertragungsnetzbetreiber ist 50Hertz Offshore.

## Schutzgebiete
Aufgrund der Bedeutung für den Arten-, Natur- und Landschaftsschutz ist der Greifswalder Bodden durch verschiedene Instrumente geschützt.

### Landschaftsschutzgebiet
Das gleichnamige Landschaftsschutzgebiet umfasst eine Gesamtfläche von rund 56.522 Hektar. Es dient der Erhaltung, Wiederherstellung und Entwicklung der Funktionsfähigkeit des Naturhaushalts sowie der Nutzungs- und Regenerationsfähigkeit der Naturgüter.
Das Landschaftsschutzgebiet wurde mit Verordnung vom 10. Dezember 2008 festgesetzt und dient der Erhaltung und Verbesserung von Bedingungen, die es vor allem den in besonders bedeutsamen Konzentrationen vorkommenden Vogelarten ermöglichen, das Gebiet in für den günstigen Erhaltungszustand ausreichender Anzahl, Ausdehnung und Dauer zur Vermehrung, Mauser, Überwinterung, Rast und Nahrungsaufnahme, zum Ruhen und zum Schlafen zu nutzen.

### Fauna-Flora-Habitat-Gebiet
Das FFH-Gebiet Greifswalder Bodden, Teile des Strelasundes und Nordspitze Usedom mit der Gebietsnummer 1747-301 besteht seit 2004. Es hat eine Gesamtfläche von 60.406 ha und ist der zentrale Teil der vorpommerschen Boddenlandschaft mit dem Greifswalder Bodden, dem südlichen Teil des Strelasundes, zahlreichen Buchten und Wieken, Küstenüberflutungsräumen sowie eingelagerten Inseln mit aktiven Landbildungs- und Erosionsprozessen.
Geschützt werden die Lebensraumtypen:
- 1110 Sandbänke mit nur schwacher ständiger Überspülung durch Meerwasser
- 1130 Ästuarien
- 1140 Vegetationsfreies Schlick-, Sand- und Mischwatt
- 1150 Lagunen des Küstenraumes (Strandseen)
- 1160 Flache große Meeresarme und -buchten (Flachwasserzonen und Seegraswiesen)
- 1170 Riffe
- 1210 Einjährige Spülsäume
- 1220 Mehrjährige Vegetation der Kiesstrände
- 1230 Atlantik-Felsküsten und Ostsee-Fels- und Steilküsten mit Vegetation
- 1310 Pioniervegetation mit Salicornia und anderen einjährigen Arten auf Schlamm und Sand (Queller-Watt)
- 1330 Atlantische Salzwiesen (Glauco-Puccinellietalia maritimae)
- 2110 Primärdünen
- 2120 Weißdünen mit Strandhafer Ammophila arenaria
- 2130 Festliegende Küstendünen mit krautiger Vegetation (Graudünen)
- 2160 Dünen mit Hippophaë rhamnoides
- 2180 Bewaldete Küstendünen der atlantischen, kontinentalen und borealen Region
- 2190 Feuchte Dünentäler
- 3140 Oligo- bis mesotrophe kalkhaltige Stillgewässer mit benthischer Armleuchteralgen-Vegetation (Characeae)
- 3150 Natürliche eutrophe Seen mit einer Vegetation vom Typ Magnopotamion oder Hydrocharition
- 5130 Juniperus communis-Formationen auf Zwergstrauchheiden oder Kalktrockenrasen
- 6210 Trespen-Schwingel-Kalk-Trockenrasen (Festuco-Brometalia, besondere orchideenreiche Bestände)
- 6230 Artenreiche Borstgrasrasen montan (und submontan auf dem europäischen Festland)
- 6510 Extensive Mähwiesen der planaren bis submontanen Stufe (Arrhenatherion, Brachypodio-Centaureion nemoralis)
- 7140 Übergangs- und Schwingrasenmoore
- 7210 Kalkreiche Sümpfe mit Cladium mariscus und Arten des Caricion davallianae
- 7230 Kalkreiche Niedermoore
- 9130 Waldmeister-Buchenwald (Asperulo-Fagetum)
- 91D0 Moorwälder
- 91E0 Erlen- und Eschenwälder und Weichholzauenwälder an Fließgewässern (Alno-Padion, Alnion incanae, Salicion albae)

Geschützt werden die Anhang-II-Arten: Biber, Kegelrobbe, Fischotter, Teichfledermaus, Großes Mausohr, Seehund, Schweinswal, Finte, Rapfen, Flussneunauge, Meerneunauge, Bitterling, Große Moosjungfer, Großer Feuerfalter, Schmale Windelschnecke, Bauchige Windelschnecke und Sumpf-Glanzkraut.

### Vogelschutzgebiet
Das Vogelschutzgebiet Greifswalder Bodden und südlicher Strelasund mit der Gebietsnummer 1747-402 besteht seit 2008 und hat eine Fläche von 87.362 ha. Es wird folgendermaßen beschrieben: Strelasund und Greifswalder Bodden bilden zusammen eine strukturreiche, störungsarme Küstenlandschaft. Eng miteinander verzahnte terrestische-und marine Küstenlebensräume sind Rast- und Reproduktionsraum für eine Vielzahl von Vogelarten.
Geschützt werden die Vogelarten: Seggenrohrsänger, Eisvogel, Sumpfohreule, Rohrdommel, Weißwangengans, Alpenstrandläufer, Trauerseeschwalbe, Weißstorch, Rohrweihe, Kornweihe, Wiesenweihe, Wachtelkönig, Zwergschwan, Singschwan, Merlin, Wanderfalke, Prachttaucher, Sterntaucher, Kranich, Seeadler, Neuntöter, Schwarzkopfmöwe, Zwergmöwe, Pfuhlschnepfe, Heidelerche, Zwergsäger, Schwarzmilan, Rotmilan, Wespenbussard, Odinshühnchen, Kampfläufer, Goldregenpfeifer, Ohrentaucher, Säbelschnäbler, Zwergseeschwalbe, Raubseeschwalbe, Flussseeschwalbe, Küstenseeschwalbe, Brandseeschwalbe, Sperbergrasmücke, Bruchwasserläufer.
Außerdem dient der Greifswalder Bodden folgenden Zugvögeln als Rastraum: Spießente, Löffelente, Krickente, Pfeifente, Stockente, Knäkente, Schnatterente, Blässgans, Graugans, Waldsaatgans, Tafelente, Reiherente, Bergente, Schellente, Alpenstrandläufer, Sandregenpfeifer, Eisente, Dohle, Wachtel, Höckerschwan, Turmfalke, Blässhuhn, Bekassine, Austernfischer, Wendehals, Raubwürger, Sturmmöwe, Lachmöwe, Samtente, Trauerente, Gänsesäger, Mittelsäger, Grauammer, Grauschnäpper, Großer Brachvogel, Steinschmätzer, Kormoran, Gartenrotschwanz, Haubentaucher, Uferschwalbe, Eiderente, Turteltaube, Brandgans, Rotschenkel, Kiebitz.

Natur und Landschaft des Greifswalder Boddens
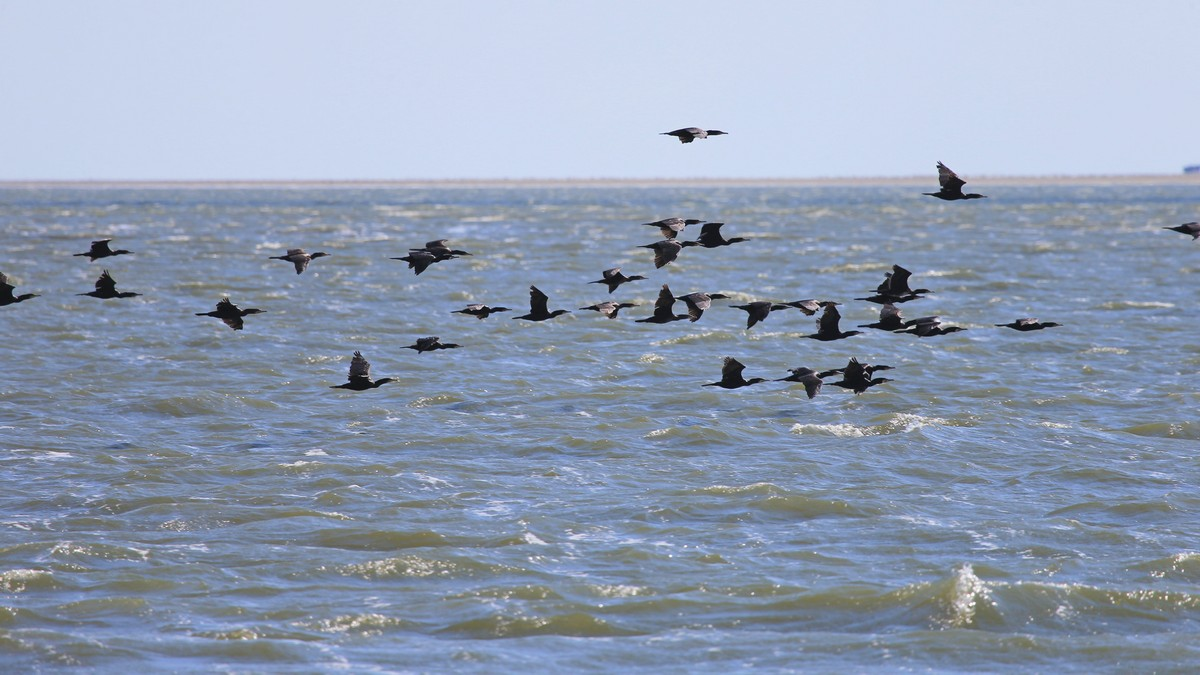
Kormorane im Flug
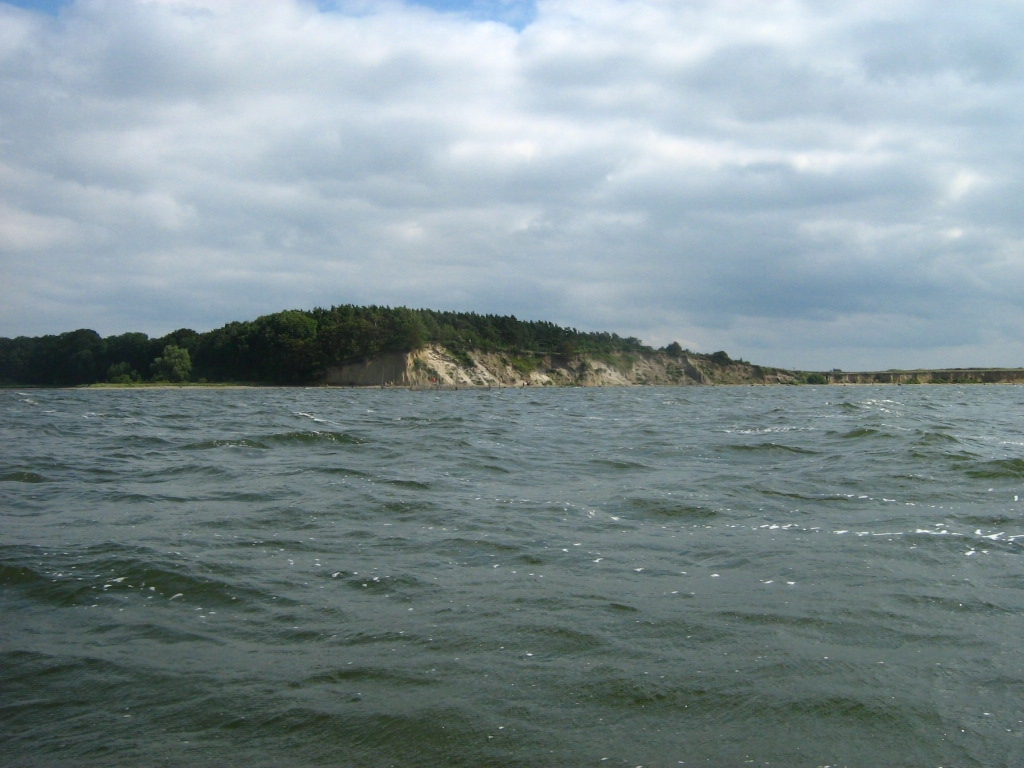
Steilufer
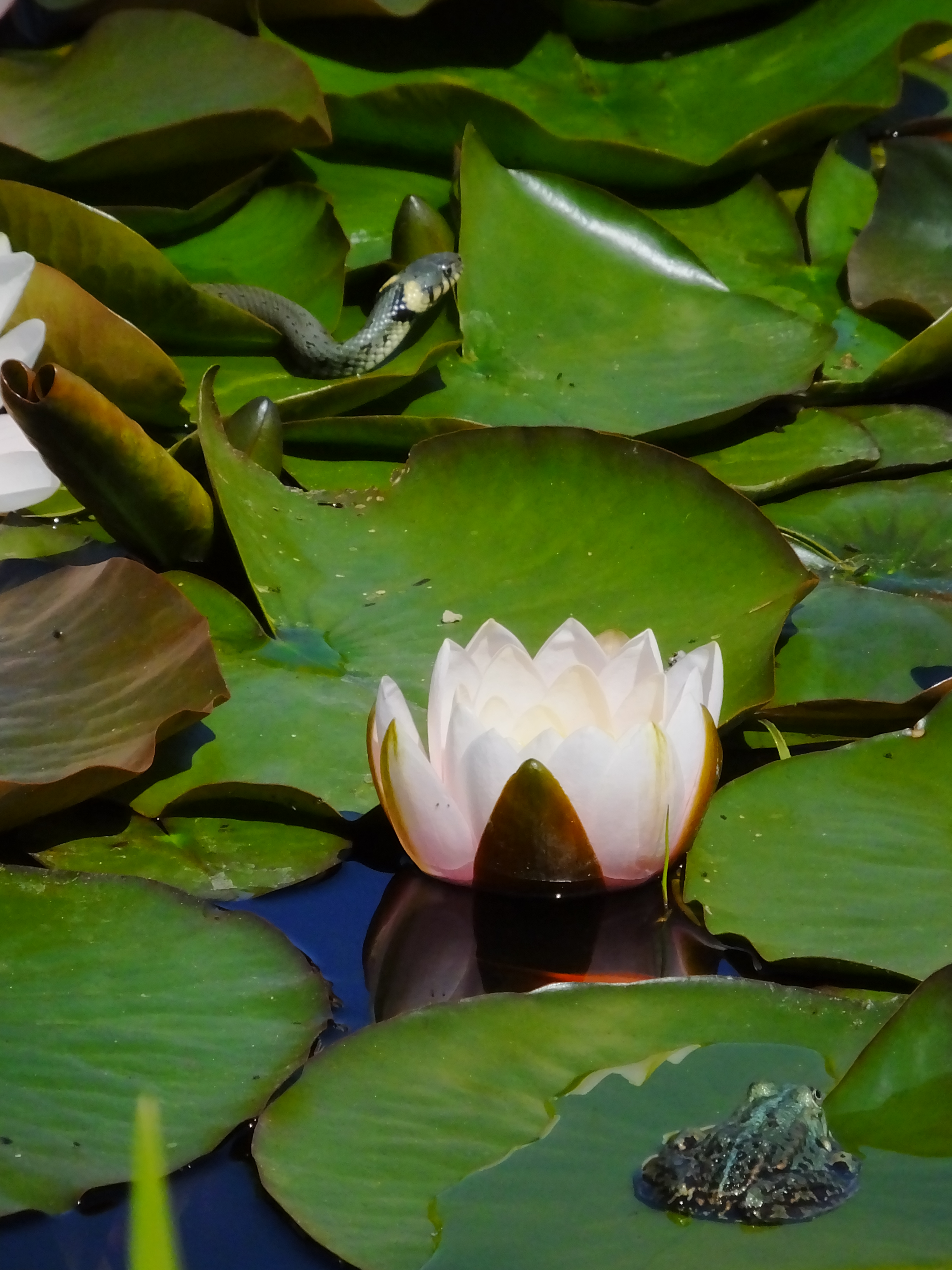
Ringelnatter und Frosch
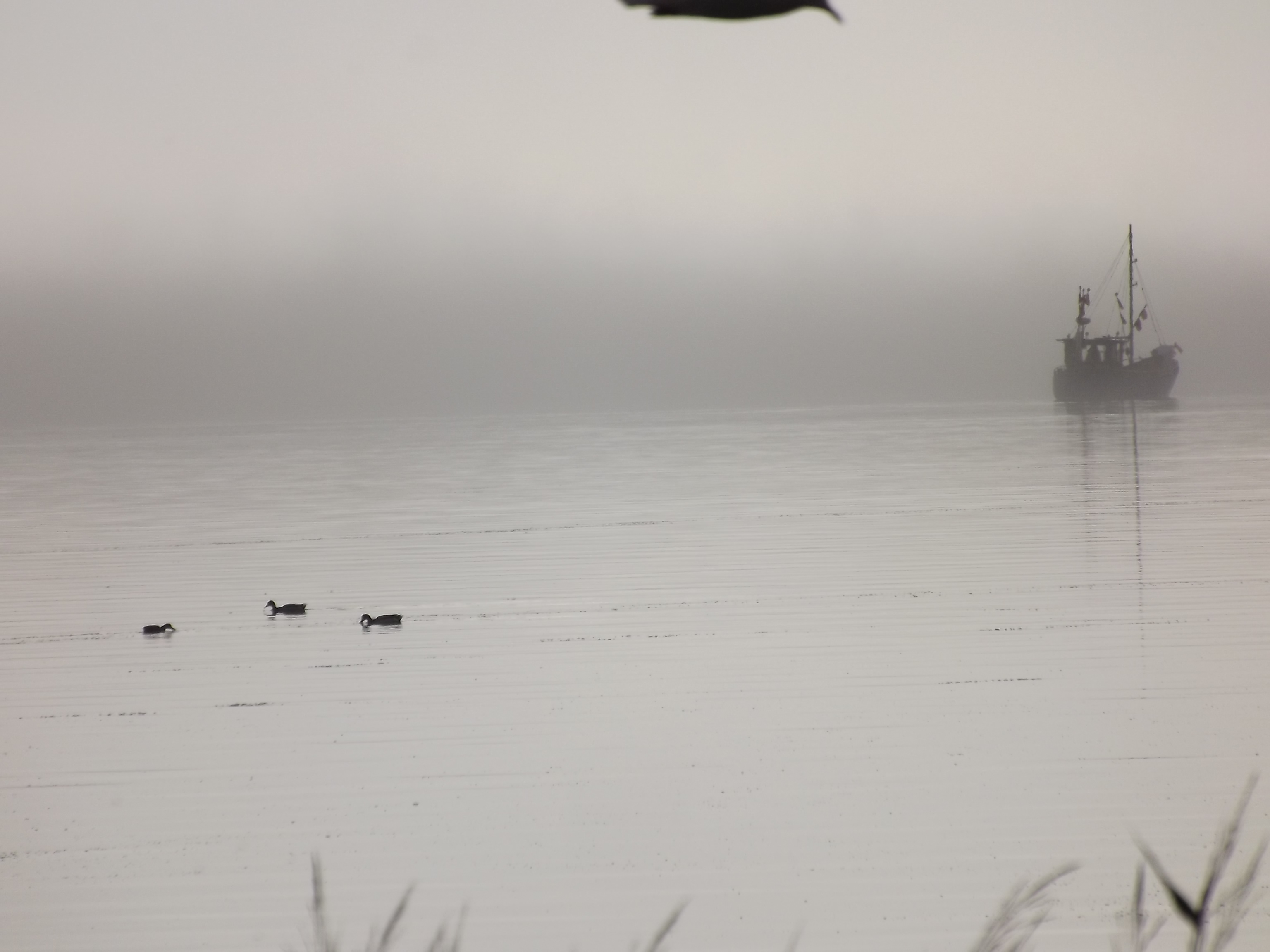
Wasservögel bei Nebel
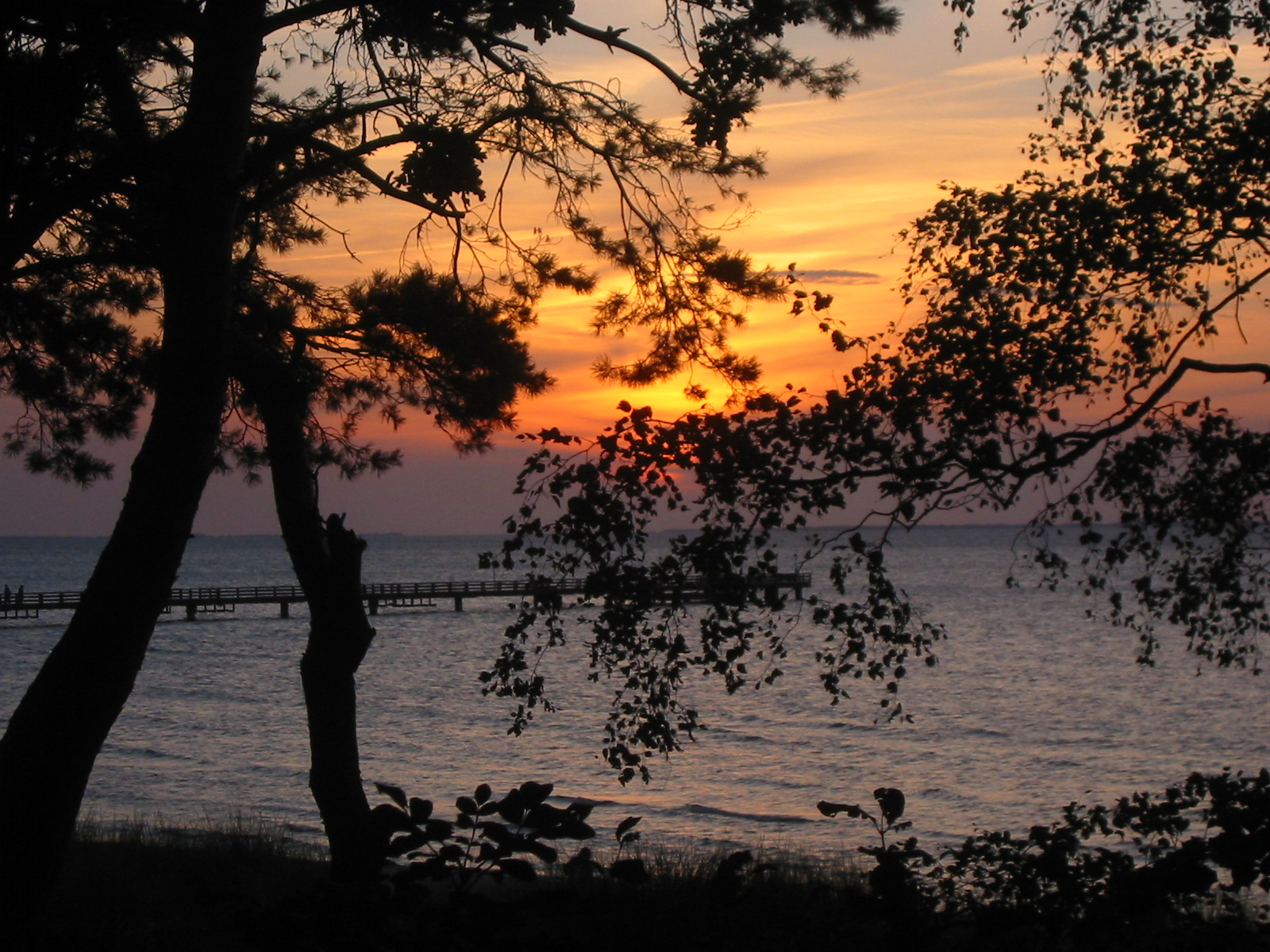
Lubminer Heide

## Wassersportgebiet zu Zeiten der DDR
In der Deutschen Demokratischen Republik war der Bodden anders als die restliche Ostsee zugängliches Wassersportgebiet; denn die Ausgänge zur Ostsee konnten wirksam überwacht und Flucht aus der Sowjetischen Besatzungszone und der DDR verhindert werden.

## Sonstiges

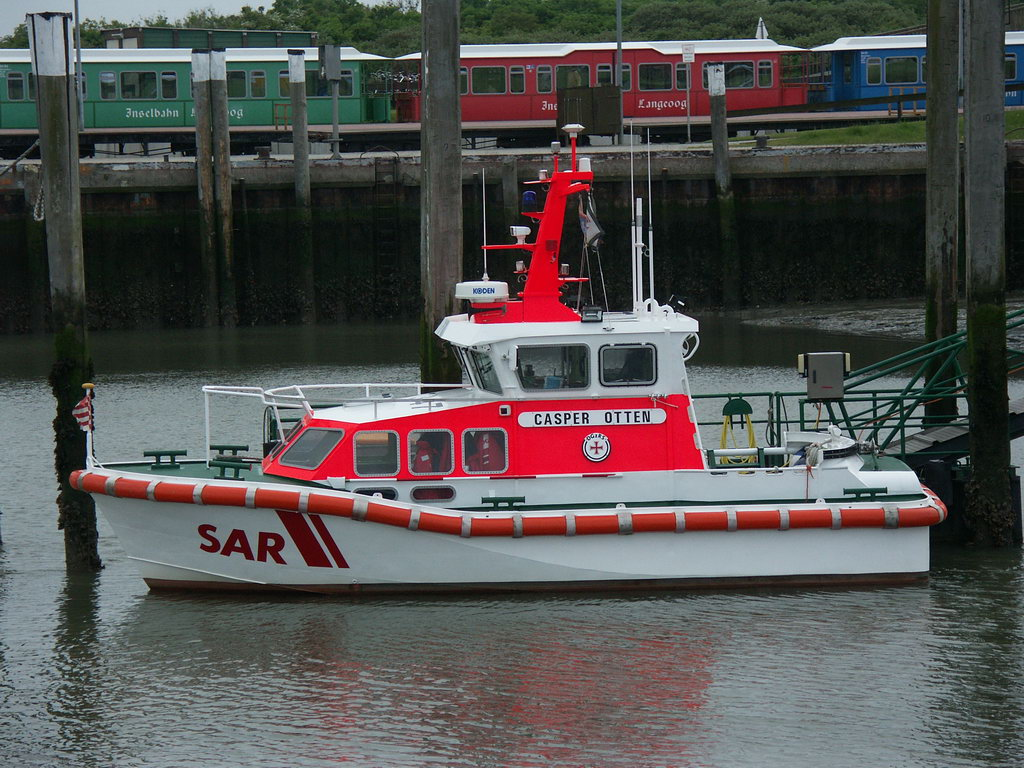
Seenotrettungsboot Casper Otten

Die Deutsche Gesellschaft zur Rettung Schiffbrüchiger unterhält seit 1991 in Lauterbach (Rügen) eine Station mit einem Seenotrettungsboot. Das erste dieser Boote, die Südperd, wurde Ausstellungsstück am Kap Arkona. Von 1992 bis 2017 war in Lauterbach die Putbus stationiert, die von der Casper Otten abgelöst wurde.
Der Intercity 2216/2217 der Deutschen Bahn von Offenburg nach Greifswald ist seit der Fahrplanperiode 2018 nach dem Greifswalder Bodden benannt. Seit dem Fahrplanjahr 2021 führt zudem der Intercity-Express 1663/1664 von Schwerin nach Greifswald diesen Namen.
Der Greifswalder Bodden gilt als eine Kinderstube des Herings in der westlichen Ostsee. Die Larvenproduktion geht dort jedoch seit 2004 kontinuierlich zurück. Fischer stellen jedoch keine negativen Veränderungen in der Heringspopulation der westlichen Ostsee fest. Eventuell weichen die Heringe seit 2004 verstärkt auf andere, bislang unbekannte Laichplätze aus.